# 인티라 짜른뿌라
인티라 짜른뿌라(태국어: อินทิรา เจริญปุระ, 영어: Inthira Charoenpura, 1980년 12월 23일 ~ )는 태국의 배우, 가수이다. 사이 짜른뿌라(ทราย เจริญปุระ, Sine Jaroenpura)라는 예명으로 활동한다.

## 영화
- 브로크다운 팰리스